# Goffinella stylifera
Goffinella stylifera är en kräftdjursart som beskrevs av C. B. Wilson 1932. Goffinella stylifera ingår i släktet Goffinella och familjen Miraciidae. Inga underarter finns listade i Catalogue of Life.